# Västra Falkland
Västra Falkland (engelska: West Falkland, spanska: Isla Gran Malvina) är den näst största av Falklandsöarna. Det är en bergig ö, som skiljs från Östra Falkland av Falklandssundet.
Ön har färre än 200 invånare, utspridda längs kusterna. Den största orten är Port Howard på östkusten, som har ett flygfält. Andra bosättningar är Albermarle, Chartres, Dunnose Head, Fox Bay, Fox Bay West, Hill Cove, Port Stephens, och Roy Cove, av vilka de flesta har vägförbindelser samt flygfält och hamnar. 1986 hade folkmängden sjunkit till 265, och 2001 till 144.

### Fotnoter
1. ↑  ”Executive Council Confidential” (på engelska). Falklandsöarnas statsförvaltning. 24 april 2013. Arkiverad från originalet den 10 mars 2021. https://web.archive.org/web/20210310015002/http://www.falklands.gov.fk/assets/79-13P.pdf. Läst 14 juli 2017.